# Charles K. French
Pour les articles homonymes, voir French.
Charles K. French est un acteur et réalisateur américain, né le 17 janvier 1860 à Columbus (Ohio) et mort le 2 août 1952 à Hollywood (Californie). Il est apparu dans pas moins de 254 films.

## Filmographie partielle

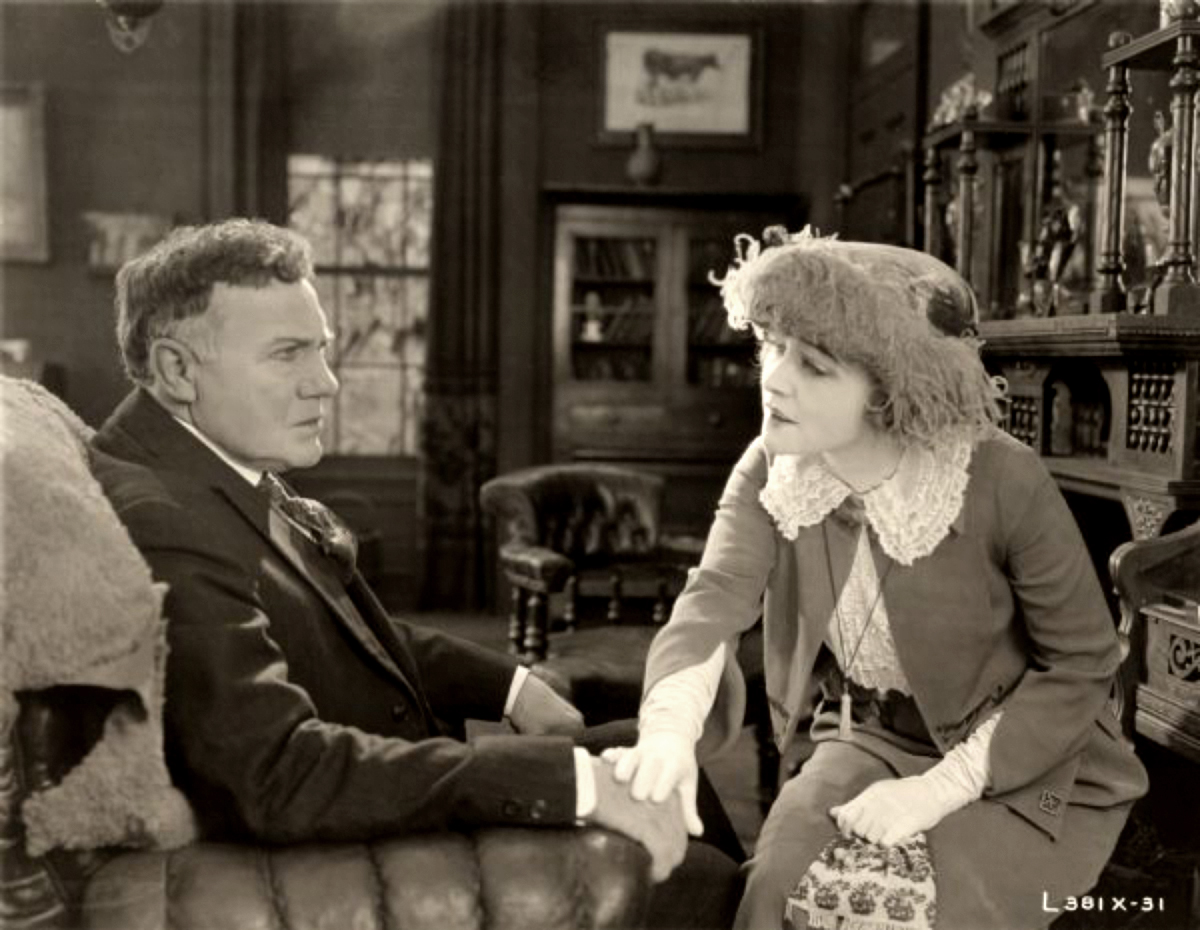
Charles K. French et Ethel Clayton dans Beyond (1921).

### Comme acteur
- 1909 : The Cord of Life de D. W. Griffith
- 1912 : The Colonel's Peril de Francis Ford et Thomas H. Ince
- 1912 : The Indian Massacre de Thomas H. Ince
- 1912 : On the Firing Line de Francis Ford
- 1912 : The Colonel's Ward de Thomas H. Ince
- 1912 : His Punishment de Thomas H. Ince
- 1912 : The Army Surgeon de Francis Ford
- 1912 : The Prospector's Daughter de Thomas H. Ince
- 1912 : The Law of the West de Thomas H. Ince
- 1913 : The Mosaic Law de Thomas H. Ince
- 1913 : With Lee in Virginia de William J. Bauman
- 1914 : Yellow Flame de Charles Giblyn
- 1915 : Un lâche (The Coward) de Reginald Barker et Thomas H. Ince
- 1915 : On the Night Stage de Reginald Barker
- 1916 : Civilisation, de Reginald Barker, Thomas H. Ince et Raymond B. West
- 1916 : The Phantom de Charles Giblyn
- 1916 : Shell 43 de Reginald Barker
- 1916 : Pour sauver sa race (The Aryan), de Reginald Barker, William S. Hart et Clifford Smith
- 1917 : La Petite Châtelaine (Wee Lady Betty) de Charles Miller : Fergus McClusky
- 1917 : The Hater of Men de Charles Miller
- 1917 : Le Sexe faible (The Weaker Sex) de Raymond B. West
- 1918 : The Marriage Ring de Fred Niblo
- 1918 : Three X Gordon d'Ernest C. Warde
- 1919 : Ceux que les dieux détruiront (Whom the Gods Would Destroy) de Frank Borzage
- 1920 : L'Étreinte du passé (Lifting Shadows)  de Léonce Perret
- 1920 : The Texan de Lynn Reynolds
- 1920 : À ton bonheur (Flames of the Flesh) d'Edward LeSaint
- 1921 : The Road Demon  de Lynn Reynolds
- 1921 : The Night Horsemen de Lynn Reynolds
- 1921 : L'Épervier noir (The Last Trail) d'Emmett J. Flynn
- 1921 : Beyond (en)
- 1922 : Chagrin de gosse (Trouble) d'Albert Austin
- 1923 : L'Opinion publique de Charlie Chaplin
- 1923 : L'Outsider (The Ramblin' Kid) de Edward Sedgwick
- 1923 : La Petite Dame (Gentle Julia) de Rowland V. Lee
- 1925 : Too Much Youth
- 1925 : The Way of a Girl
- 1925 : Let 'er Buck d'Edward Sedgwick
- 1926 : Exit Smiling de Sam Taylor
- 1926 : War Paint de W. S. Van Dyke
- 1926 : Raymond s'en va-t-en guerre (Hands Up!) de Clarence G. Badger
- 1926 : A Woman of the Sea (ou Sea Gulls) de Josef von Sternberg
- 1927 : Man, Woman and Sin de Monta Bell
- 1928 : The Charge of the Gauchos (Una Nueva y gloriosa nación) d'Albert H. Kelley
- 1931 : Quand les poules rentrent au bercail (Chickens Come Home) de James W. Horne
- 1934 : The Red Rider de Lew Landers (serial)
- 1935 : Rustlers of Red Dog de Lew Landers (serial)
- 1935 : L'Empire des fantômes (The Phantom Empire) d'Otto Brower et B. Reeves Eason (serial)
- 1936 : The Phantom Rider de Ray Taylor (serial)
- 1937 : La Révolte (San Quentin) de Lloyd Bacon
- 1940 : Le Fantôme du cirque (The Shadow) de James W. Horne

### Comme réalisateur
- 1909 : Romance of a Fishermaid
- 1915 : Thoughts of Tonight